# Planá (České Budějovice-i járás)
Planá település Csehországban, a České Budějovice-i járásban. Planá Litvínovice, Homole, Boršov nad Vltavou és České Budějovice településekkel határos. Lakosainak száma 263 fő (2024. január 1.).

## Népesség
A település lakosságának változását az alábbi diagram mutatja:
| Lakosok száma | 201  | 194  | 307  | 264  | 222  | 237  | 250  | 255  | 271  | 263  |
|               | 1869 | 1890 | 1921 | 1950 | 1980 | 2001 | 2017 | 2019 | 2022 | 2024 |